# Fudžisawa (Kanagawa)
Fudžisawa (japonsky 藤沢市; Fudžisawa-ši) je japonské město v prefektuře Kanagawa. Je položeno na středojižním okraji prefektury, na středu severního břehu zálivu Sagami. Starostou města je od roku 2012 Cuneo Suzuki (* 1950).
V roce 2016 mělo město 426 887 obyvatel a celkovou rozlohu 69,57 km² (průměrná hustota obyvatel je 6140/km²).

## Zeměpis
Protože město je aglomerací velkého počtu původních sídelních jednotek, jeho části nejsou klasickými čtvrtěmi, ale 13 skupinami (nazvanými čiku (地区)) původních sídel (nazvanými čóčó (町丁)):
- Katase 片瀬 (skládá se celkem ze 16 čóčó)
- Kugenuma 鵠沼 (35 čóčó)
- Cudžidó 辻堂 (21 čóčó)
- Muraoka 村岡 (22 čóčó)
- Fudžisawa 藤沢 (27 čóčó)
- Meidži 明治 (16 čóčó)
- Zenkó 善行 (1 čóčó)
- Šónan Óniwa 湘南大庭 (1 čóčó)
- Mucuai 六会 (1 čóčó)
- Šónandai 湘南台 (1 čóčó)
- Endó 遠藤 (4 čóčó)
- Čógo 長後 (3 čóčó)
- Gošomi 御所見 (6 čóčó)

K městu náleží ostrov Enošima (江の島), na který vede z města, ze skupiny/„čtvrti“ Katase (片瀬) 786 m dlouhý (z toho 389 m nad hladinou moře) betonový most.
Městem protékají řeky Hikiči (引地川) a Sakaigawa (境川).

## Rodáci
- Fubuki Kunoová (* 1989) – fotbalistka
- Rin Sumidaová (* 1996) – fotbalistka

## Partnerská města
- Jalta, Ukrajina (1985)